# Акдаг, Вехби
Вехби Акдаг ((тур. Vehbi Akdağ ); 1 января 1949, Токат, Турция — 23 июня 2020) — турецкий борец вольного стиля, серебряный призёр Олимпийских игр, бронзовый призёр чемпионата мира, бронзовый призёр чемпионата Европы.

## Биография
Родился в 1949 году в селе Токат, выходец из аварской семьи, мухаджиров с Кавказа. Начал заниматься борьбой в 16 лет.
Уже через три года был включен в сборную страны и в 1968 году на Олимпийских играх выступал в соревнованиях по вольной борьбе в полулёгком весе, выиграв две встречи и две встречи сведя вничью, из турнира выбыл непобеждённым.
См. таблицу турнира.
В 1969 году завоевал золотую медаль чемпионата Балкан. В 1970 году на чемпионате Европы стал четвёртым в лёгком весе, на чемпионате мира девятым тоже в лёгком весе, после чего окончательно перешёл в полулегковесы.
В 1972 году на Олимпийских играх выступал в соревнованиях по вольной борьбе в полулёгком весе и сумел завоевать серебряную медаль Олимпийских игр.
См. таблицу турнира.
В 1973 году завоевал бронзовую медаль чемпионата Европы, а в 1974 году бронзовую медаль чемпионата мира. В 1975 году на чемпионате Европы был лишь шестым, на чемпионате мира десятым.
В 1976 году на Олимпийских играх выступал в соревнованиях по вольной борьбе в полулёгком весе, проиграв две из трёх встреч, выбыл из турнира.
См. таблицу турнира.
В 1978 году остался четвёртым на чемпионате Европы.
Умер в июне 2020 года от рака гортани , похоронен 23 июня 2020 года в селе Орманбейли.